# Albert III de Tirol
Albert III de Tirol (1101 - 24 de gener de 1165) fou comte de Tirol i vogt del bisbat de Trent, amb seu al castell de Tirol, prop de Merano.
Va succeir al seu pare Albert II de Tirol en data desconeguda apareixent per primer cop en una carta de 1142 que esmenta la fundació de Neustift per Reginbert de Seben (Sebene) amb el consentiment d'Arnold, advocati comitis de Morit, i dels comitum de Tirol, Albert (Alberti) i Bertold (Perchtoldi). La seva mort és esmentada a la necrològica de Sant Rupert de Salzburg el "VI de les calendes de març" si bé l'anomena Adelbert (Adalbertus) comte de Tirol, que no obstant s'ha de referir a Albert III, ja que també la necrològica de Wilten recorda la mort en la mateixa data d'"Alberti comitis de Tyrol".
Es va casar amb Willibirgis (Adelaida) de Dachau, filla del comte Comrad I de Dachau i la seva esposa Willibirgis però no va tenir fills. El va succeir el seu germà Bertold I de Tirol.